# The Himalayan Times
The Himalayan Times is een Engelstalige broadsheet-krant die dagelijks in Nepal wordt gepubliceerd en verspreid. Rajan Pokhrel is de waarnemend redacteur.
In het jaarlijkse kranten-classificatierapport dat Press Council Nepal in 2018 publiceerde, werd het in de categorie A + geplaatst, de hoogst mogelijke rang.